# Sobrecarga (minería)

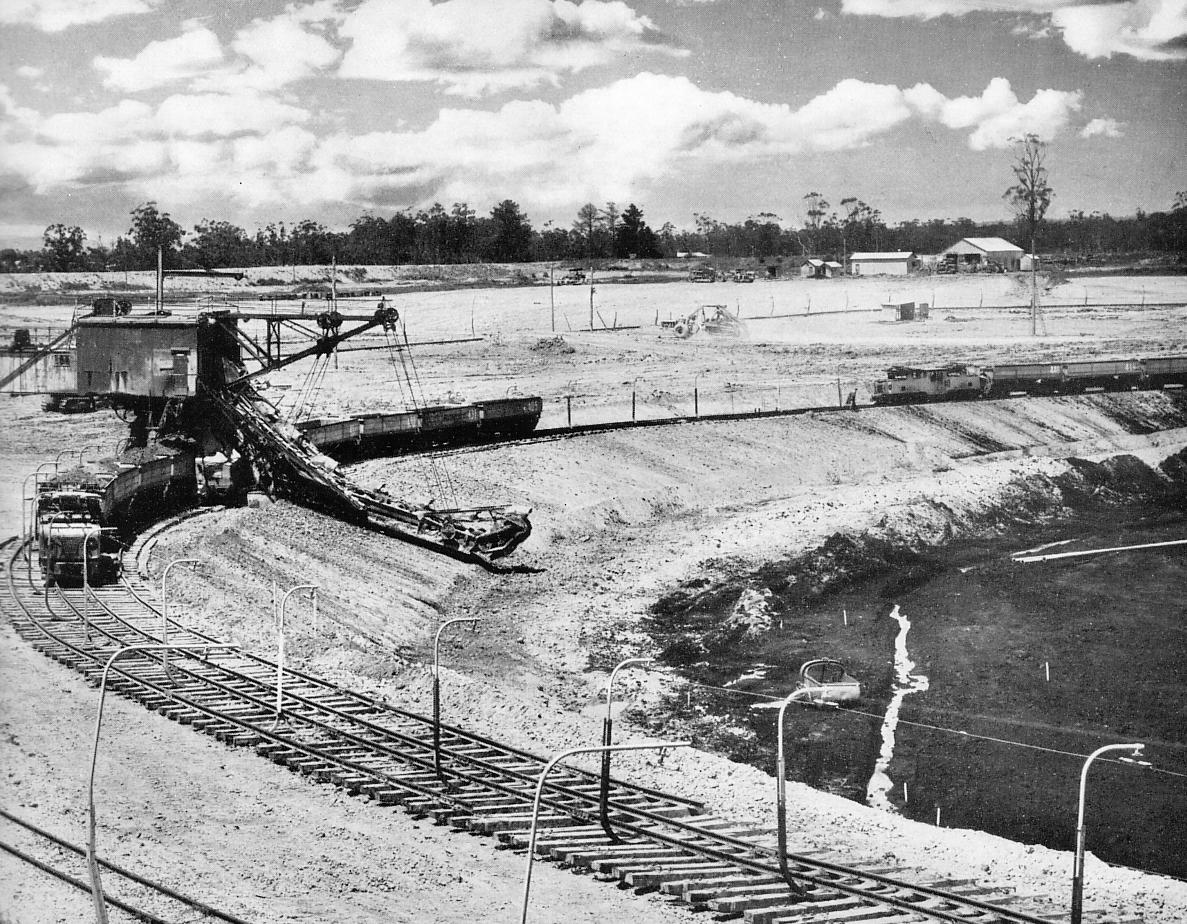
Sobrecarga en un sitio de minería de carbón

En minería, la sobrecarga (también llamado desechos o despojos) es el material que se encuentra por encima de un área que se presta a la explotación económica, tales como la roca, suelo, y de los ecosistemas que se encuentra por encima de una veta de carbón o mineral. La sobrecarga es distinta de los relaves, el material que queda después de que los componentes económicamente valiosos han sido extraídos del mineral generalmente finamente molido. La sobrecarga se elimina durante la extracción en superficie, pero generalmente no está contaminada con componentes tóxicos. La sobrecarga también se puede usar para restaurar un sitio minero agotado con la apariencia antes de que comience la minería.
La intercarga es un material que se encuentra entre dos áreas de interés económico, como el material que separa las vetas de carbón dentro de los estratos.

## Usos análogos
La sobrecarga también se utiliza para definir toda la tierra y material auxiliar sobre el horizonte de la roca madre en un área determinada. 
Por analogía, la sobrecarga también se utiliza para describir el suelo y otros materiales que se encuentran sobre una característica geológica específica, como un astroblema enterrado, o sobre un sitio de interés arqueológico no excavado. 
En física de partículas, la sobrecarga de un laboratorio subterráneo puede ser importante para proteger la instalación de la radiación cósmica que puede interferir con los experimentos. 
En arboricultura, la palabra también se usa para el suelo sobre la parte superior de las raíces de un árbol recolectado de la naturaleza.